# Olimpiada (Wierbiecka)
Olimpiada, imię świeckie Jelena Konstantinowna Wierbiecka (ur. 1875 w Wierbieckach, zm. 2 czerwca 1938 w Połtawie) –  mniszka prawosławna, ihumenia, święta męczennica Rosyjskiego Kościoła Prawosławnego.

## Życiorys
Pochodziła z rodziny chłopskiej z guberni połtawskiej. Jej matka Maria Fiodorowna urodziła ją w wieku piętnastu lat. Ukończyła progimnazjum w Kobilakach, przez pół roku była pomocnicą nauczycielki w klasie przygotowawczej w tejże szkole. Cztery lata później, w 1893, wstąpiła jako posłusznica do monasteru Narodzenia Matki Bożej w Kozielszczynie. Oboje rodzice przyszłej ihumeni wstąpili do monasterów. Jej ojciec żył w jednym z klasztorów w Kijowie, był wielkim schimnikiem; nie jest znane jego imię zakonne. Matka, Maria Fiodorowna, w 1917 wstąpiła do monasteru Narodzenia Matki Bożej w Kozielszczynie, przyjmując imię Atanazja.
Postrzyżyn mniszych Jeleny Wierbieckiej dokonał 17 maja 1915 biskup połtawski i perejasławski Teofan, nadając jej imię Olimpiada. Jako posłusznica, a następnie mniszka zajmowała się prowadzeniem księgowości i wykonywała obowiązki sekretarki, była jedną z najbliższych współpracownic ihumeni Olimpiady (Dmitrijewej). 2 marca 1916, rok po jej śmierci, na mocy jednogłośnej decyzji mniszek potwierdzonej przez Świątobliwy Synod Rządzący, przejęła po niej kierowanie monasterem i została podniesiona do godności ihumeni. Swoje obowiązki sprawowała do likwidacji klasztoru przez władze radzieckie w 1929. Przez pewien czas kontynuowała życie mnisze w skicie w miejscowości Obitok, razem z grupą innych mniszek i pod kierunkiem archimandryty Aleksandra (Pietrowskiego). W 1932 również ta placówka monasterska została zlikwidowana. Od tej pory ihumenia Olimpiada żyła w Połtawie, zaczęła też gromadzić wokół siebie mniszki z innych zlikwidowanych monasterów oraz prawosławne kobiety pragnące żyć we wspólnocie. W ten sposób utworzyła niewielką nielegalną wspólnotę mniszą.
W marcu 1938 została aresztowana przez NKWD, następnie skazana na śmierć za prowadzenie agitacji antyradzieckiej i udział w „antyradzieckiej organizacji faszystowskiej”. Została rozstrzelana w czerwcu tego samego roku w zbiorowej egzekucji razem z niemal czterdziestoma innymi osobami. W 1990 została oficjalnie zrehabilitowana.
Wspomnienie liturgiczne świętej mniszki Olimpiady przypada 2 czerwca według kalendarza juliańskiego.